# 몬스터 신부: 101번째 프로포즈
《몬스터 신부: 101번째 프로포즈》(러시아어: Koshchey. Pokhititel nevest, 영어: How to Save the Immortal)는 2022년에 개봉한 러시아의 모험, 코미디, 판타지, 애니메이션 영화이다.
 로만 아르테미에프가 감독과 각본을 맡았다.
 러시아는 2022년 6월 9일에 대한민국은 2022년 12월 28일에 개봉되었다.

## 줄거리
몬스터 백작은 300년 동안 전세계 공주 100명에게 프로포즈를 하나 거절당하고

실의에 빠진 드라이본에게 일주일 내로 신붓감을 찾지 못하면 

지옥의 마녀 마라와 결혼해야만 하는 상황에 놓였다

설상가상으로 자신의 영원한 생명이 담긴 마법 바늘마저 도둑맞은 드라이본

좁쌀 왕국 렌틸왕의 음모에 빠진 드라이본은 바늘을 되찾기 위해

겁나큰 왕국의 바바라공주를 납치하지만 한눈에 사랑에 빠지게 되는데...

## 출연진

### 주연

#### 한국어
- 황창영 - 몬스터 백작 드라이본 목소리 역
- 박시윤 - 바바라 공주 목소리 역
- 서정익 - 브람 목소리 역
- 정성원 - 스토커 목소리 역
- 최정현 - 아가사 목소리 역